# Creative Technology
Creative Technology Limited is een internationaal bedrijf dat werd opgericht in 1981 in Singapore, en producten maakt voor digitaal entertainment, zoals geluidskaarten, luidsprekers, webcams, en MP3-spelers. Rond 2005 heeft Creative ook een reeks van draagbare muziekspelers (Zen-serie) als concurrent van Apples iPod uitgebracht.

## Geschiedenis
Het bedrijf begon als een computer-reparatiewinkel waar oprichter Sim Wong Hoo een uitbreidingskaart met geheugen ontwikkelde voor de Apple II-computer. Later werd gestart met het fabriceren van aangepaste pc's voor de Chinese markt. Een onderdeel hiervan was het toevoegen van betere audiomogelijkheden, zodat de apparaten betere spraak en melodieën konden produceren. Het succes hiervan leidde tot het ontwikkelen van een losse geluidskaart.
In 1987 bracht Creative een 12-stemmige klankgenerator uit voor de IBM pc, maar deze geluidskaart bleek niet succesvol. Creative ontwikkelde later de eerste Sound Blaster die was gebaseerd op een Yamaha YM3812 (OPL2) chip, en tevens sampling-mogelijkheden bevatte. De Sound Blaster was de eerste geluidskaart beschikbaar voor een breed publiek, en werd jarenlang standaard toegepast in veel pc-systemen. Toen in de jaren 2000 de geluidskaart werd geïntegreerd op het moederbord van de pc verdween interesse voor een aparte kaart.

## Producten

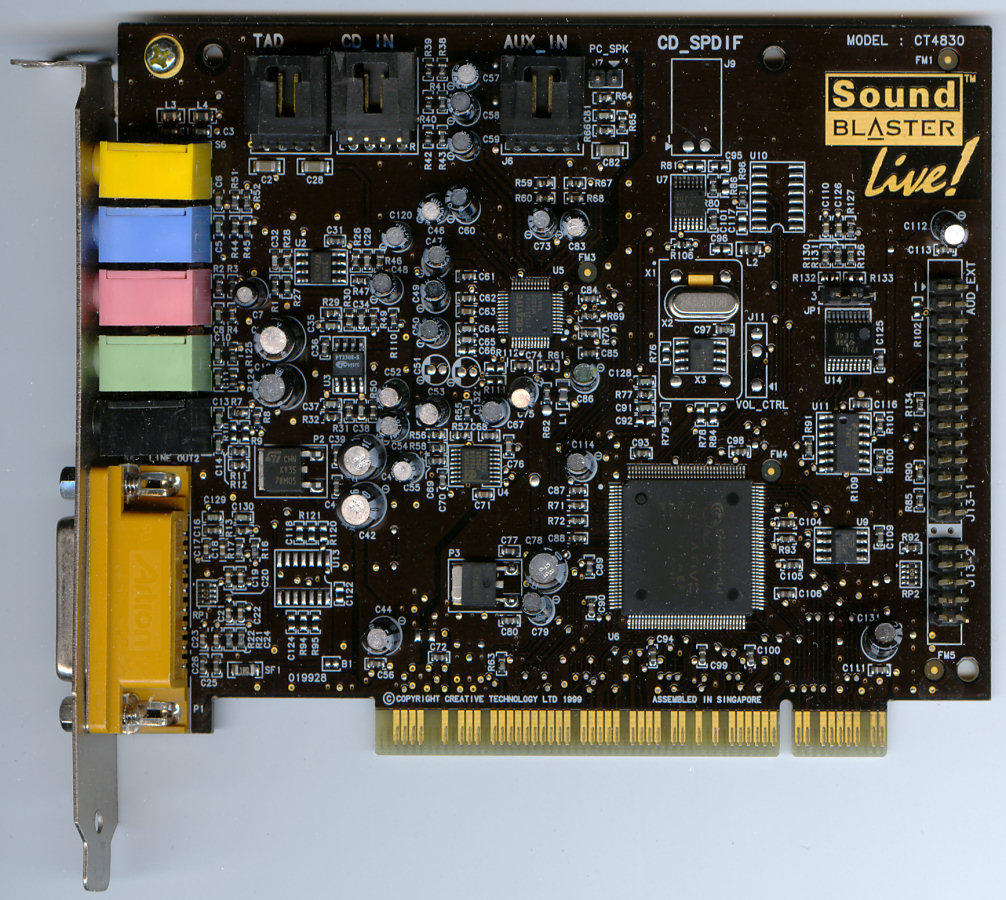
Een geluidskaart, een van de producten van Creative Technology.

Producten waar Creative bekend door is geworden:
- Geluidskaarten, zoals de Sound Blaster
- Mp3-spelers, zoals de MuVo-serie en de Zen-serie
- Hoofdtelefoons en speakers
- Grafische kaarten
- Toetsenborden en muizen